# محمود عطية (لاعب كرة قدم مواليد 1984)
محمود عطية هو لاعب كرة قدم مصري في مركز حراسة المرمى، ولد في 20 أغسطس 1984. لعب مع نادي الرجاء.

## وصلات خارجية
- محمود عطية (لاعب كرة قدم مواليد 1984) على موقع قاعدة بيانات كرة القدم.إي يو (الإنجليزية)
- محمود عطية (لاعب كرة قدم مواليد 1984) على موقع قاعدة بيانات كرة القدم.إي يو (الإنجليزية)
- محمود عطية (لاعب كرة قدم مواليد 1984) على موقع Soccerway.com (الإنجليزية)